# Vaquejada de Serrinha
A Vaquejada de Serrinha é uma festa tradicional da cidade baiana de Serrinha que ocorre sempre próximo ao dia 7 de setembro, feriado nacional da Independência do Brasil. Sua primeira edição ocorreu em 1967, onde os vaqueiros da região se reuniram como forma de confraternização.
Nos últimos anos a Vaquejada de Serrinha tornou-se sinônimo de folia. Todos os anos os organizadores do evento promovem shows com bandas musicais de diversos gêneros, com destaque para o sertanejo, forró e o axé, além de outras atrações de nível nacional.
A festa acontece no Parque de Vaquejada Maria do Carmo, localizado no bairro da Vaquejada. Junto à tradicional festa, os promotores de eventos locais ainda oferecem no mesmo período, festas que já se consagraram no estado: o Boi Malandro (domingo), a Vaca Atolada (sábado) e Bezerro Manhoso (sexta-feira).
Com base na dimensão que a Vaquejada de Serrinha alcançou, pode-se dizer que este é o maior evento do Brasil. A população praticamente dobra neste período recebendo os participantes e visitantes de diversas partes do país e do exterior. Neste período são constantes os desfiles a cavalo, o clima de festa é intenso podendo se comparado até com "o Rodeio de Barretos", porém, no Nordeste.